# Quebrada Honda (Guayanilla)
Quebrada Honda es un barrio ubicado en el municipio de Guayanilla en el estado libre asociado de Puerto Rico. En el Censo de 2010 tenía una población de 390 habitantes y una densidad poblacional de 78,63 personas por km².

## Geografía
Quebrada Honda se encuentra ubicado en las coordenadas 18°4′57″N 66°46′48″O / 18.08250, -66.78000. Según la Oficina del Censo de los Estados Unidos, Quebrada Honda tiene una superficie total de 4.96 km², que corresponden a tierra firme.

## Demografía
Según el censo de 2010, había 390 personas residiendo en Quebrada Honda. La densidad de población era de 78,63 hab./km². De los 390 habitantes, Quebrada Honda estaba compuesto por el 94.87% blancos, el 2.31% eran afroamericanos y el 2.82% eran de otras razas. Del total de la población el 98.97% eran hispanos o latinos de cualquier raza.